# افراتا (واشینگتن)
افراتا (به انگلیسی: Ephrata) شهری در شهرستان گرانت ایالت واشنگتن است که در سرشماری سال ۲۰۱۰ میلادی، ۷۶۶۴ نفر جمعیت داشته است. 